# Luiz Caracol
Luiz Caracol (Elvas, 9 gennaio 1976) è un cantautore portoghese.

## Biografia
Figlio di emigranti ritornati dall'Angola, è cresciuto in un ambiente multiculturale lusofono che riflette nella sua musica.
Ha cominciato la sua carriera musicale come autore in 2001. A partire dal 2002, ha lavorato con la sua prima banda “Luiz e a Latta”. Nel 2009 ha collaborato nel gruppo di Sara Tavares e allo stesso ha avviato la sua carriera da solista.
Si è esibito in Portogallo, Spagna, Inghilterra, Brasile e Stati Uniti.  Nel 2014 è stato l'artista che ha rappresentato il Portogallo, al festival Cantos na Maré , in Galizia. Nel 2016 è stato selezionato per EXIB, Iberoamerican Music Festival , con numerosi concerti in Portogallo e Spagna durante due anni.

## Discografia

### Con i Luiz e a Latta
- 2003 – Andei
- 2008 – 9

### Solista
- 2013 – Devagar
- 2017 – Metade e meia
- 2021 – só.tão
- 2024 – Ao vivo no Namouche